# Дрэсличень
Дрэсличень, Драсличены (рум. Drăsliceni) — село в Криулянском районе Молдавии. Является административным центром коммуны Дрэсличень, включающей также сёла Логанешты и Ратуш.

## История
До 1940 года село входило в состав существовавшего тогда Кишинёвского уезда.

## География
Село расположено на высоте 83 метра над уровнем моря.

## Население
По данным переписи населения 2004 года, в селе Дрэсличень проживает 1607 человек (776 мужчин, 831 женщина).
Этнический состав села:
| Национальность | Число жителей | Процентный состав |
| -------------- | ------------- | ----------------- |
| молдаване      | 1526          | 94,96             |
| румыны         | 49            | 3,05              |
| русские        | 17            | 1,06              |
| украинцы       | 10            | 0,62              |
| поляки         | 1             | 0,06              |
| гагаузы        | 1             | 0,06              |
| болгары        | 1             | 0,06              |
| прочие         | 2             | 0,12              |
| Всего          | 1607          | 100 %             |